# Березень 2013
Бе́резень 2013 — третій місяць 2013 року, що розпочався у п'ятницю 1 березня та закінчився в неділю 31 березня.

## Події
- 1 березня
  - До МКС з мису Канаверал запущено космічний вантажний корабель Dragon SpaceX CRS-2.[1]

- 2 березня
  - Таджикистан вступив у Світову організацію торгівлі.[2]

- 5 березня
  - У Каракасі помер президент Венесуели Уго Чавес, який перебував при владі майже 14 років.[3]

- 7 березня
  - Суд Мілану засудив колишнього прем'єр-міністра Італії Сільвіо Берлусконі до року в'язниці у справі про невдалий придбання італійської страхової групою Unipol банку BNL за розкриття конфіденційної інформації.[4]

- 16 березня
  - Збірна Уельсу з регбі виграла кубок шести націй.

- 17 березня
  - Закінчився чемпіонат світу з фігурного катання, кореянка Кім Йон А стала дворазовою чемпіонкою світу.